# Vanilla pompona
```

```

Vanilla pompona врста је рода Vanilla из породице орхидеја (Orchidaceae).  Пореклом је из тропских предела Мексика и североистока Јужне Америке, и једна је од три економски најисплативије врсте из рода Ваниле (заједно са врстама Vanilla planifolia и Vanilla phaeantha. У поређењу са њима има нешто краће лисне дршке, али и дебље и меснатије листове. 
Као и остале врсте из рода ваниле и Vanilla pompona је врежаста епифитна врста која моћним и снажним корењем чврсто приања уз стабло домаћина. По својим својствима најсличнија је тахићанској ванили. Назива се још и гваделупском ванилом. 